# عندق بالي
عندق بالي (الاسم العلمي: Nemipterus balinensis) (بالإنجليزية: Balinese threadfin bream)‏ هو نوع من الأسماك يتبع جنس العندق من فصيلة العندقات.